# Liste der Biografien/Arf
Liste der Biografien |
Portal Biografien |
Personensuche
# |
A |
B |
C |
D |
E |
F |
G |
H |
I |
J |
K |
L |
M |
N |
O |
P |
Q |
R |
S |
T |
U |
V |
W |
X |
Y |
Z |
?
 
Aa |
Ab |
Ac |
Ad |
Ae |
Af |
Ag |
Ah |
Ai |
Aj |
Ak |
Al |
Am |
An |
Ao |
Ap |
Aq |
Ar |
As |
At |
Au |
Av |
Aw |
Ax |
Ay |
Az
 
Ara |
Arb |
Arc |
Ard |
Are |
Arf |
Arg |
Arh |
Ari |
Arj |
Ark |
Arl |
Arm |
Arn |
Aro |
Arp |
Arq |
Arr |
Ars |
Art |
Aru |
Arv |
Arw |
Arx |
Ary |
Arz
Die Liste der Biografien führt alle Personen auf, die in der deutschsprachigen Wikipedia einen Artikel haben. Dieses ist eine Teilliste mit 23 Einträgen von Personen, deren Namen mit den Buchstaben „Arf“ beginnt.

## Arf
- Arf, Cahit (1910–1997), türkischer Mathematiker

### Arfa
- Arfa, Hassan (1895–1983), iranischer Militär, General der iranischen Armee
- Arfa, Hatem Ben (* 1987), französischer FußballspielerHatem Ben Arfa (* 1987)

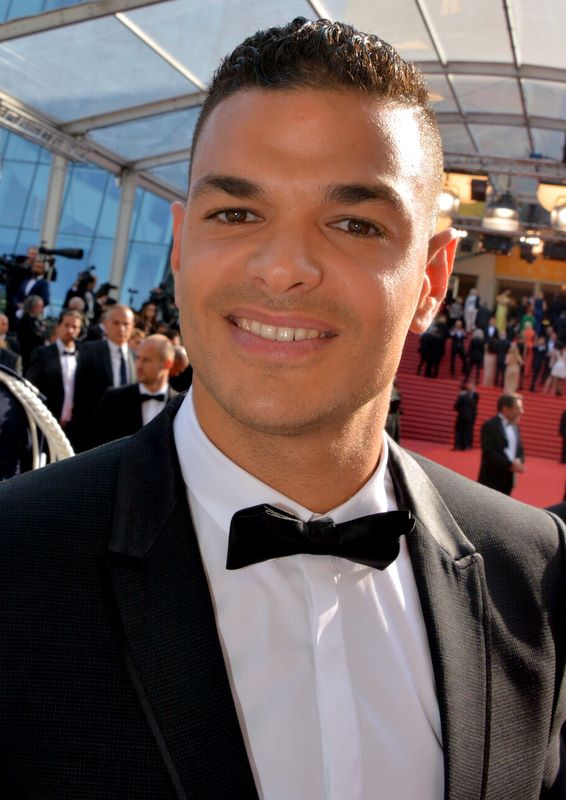
Hatem Ben Arfa (* 1987)

- Arfa, Lyes (* 1986), kanadischer Fußballschiedsrichterassistent
- Arfa, Orit, US-amerikanisch-israelische Buchautorin und Journalistin
- Arfaoui, Amira (* 1999), Schweizer Fußballspielerin

### Arfe
- Arfe, Antonio de (1510–1570), spanischer Goldschmied
- Arfe, Enrique de (1475–1545), deutscher Goldschmied
- Arfé, Gaetano (1925–2007), italienischer Politiker, MdEP, Journalist und Historiker
- Arfe, Juan de (* 1535), spanischer Goldschmied und Bildhauer
- Arfelli Galli, Anna (1933–2019), italienische Psychologin

### Arff
- Arff, Peter (1908–1989), deutscher Musiker und Schauspieler

### Arfi
- Arfi, Yonathan (* 1980), französischer Manager und Aktivist
- Arfield, Scott (* 1988), kanadischer Fußballspieler

### Arfk
- Arfken, Ernst (1925–2006), evangelischer Pfarrer und Kirchenmusiker

### Arfm
- Arfmann, Friedrich, deutscher Rudersportler
- Arfmann, Georg (1927–2015), deutscher Bildhauer
- Arfmann, Matthias (* 1964), deutscher Musiker und Musikproduzent

### Arfo
- Arfons, Art (1926–2007), US-amerikanischer Rennfahrer

### Arfs
- Arfsten, Arfst (1812–1899), deutscher Schriftsteller
- Arfsten, Carl-Christian (1889–1969), deutscher Politiker (CDU), MdL

### Arfv
- Arfvidsson, Ulrica (1734–1801), Hellseherin und Okkultistin

### Arfw
- Arfwedson, Johan August (1792–1841), schwedischer Chemiker